# Moslavačka nogometna liga 1989./90.
Moslavačka nogometna liga za sezonu 1989./90. u organizaciji Nogometnog saveza općina Kutina – Ivanić-Grad – Novska. 
 Sudjelovalo je 12 klubova, a prvak je bio "Omladinac" iz Starog Grabovca. 

## Ljestvica
| mj. | klub                     | ut. | pob. | ner.  | por. | gol+ | gol- | bod     |
| --- | ------------------------ | --- | ---- | ----- | ---- | ---- | ---- | ------- |
| 1.  | Omladinac Stari Grabovac | 22  | 16   | 3 (2) | 3    | 67   | 25   | 34      |
| 2.  | Omladinac Ludina         | 22  | 14   | 2 (2) | 6    | 79   | 30   | 30      |
| 3.  | Kloštar (Kloštar Ivanić) | 22  | 14   | 4 (2) | 4    | 62   | 21   | 30      |
| 4.  | Dinamo Osekovo           | 22  | 13   | 4 (0) | 5    | 64   | 30   | 26      |
| 5.  | Moslavac Popovača        | 22  | 10   | 4 (1) | 8    | 43   | 49   | 21      |
| 6.  | Borac Srpsko Selište     | 22  | 8    | 5 (2) | 9    | 46   | 47   | 20      |
| 7.  | Partizan Rajić           | 22  | 10   | 2 (0) | 10   | 41   | 52   | 20      |
| 8.  | Mladost Repušnica        | 22  | 7    | 7 (5) | 8    | 42   | 47   | 19      |
| 9.  | Sloga Križ               | 22  | 8    | 1 (1) | 13   | 46   | 62   | 16 (-1) |
| 10. | Slavonac Lipovljani      | 22  | 7    | 2 (1) | 13   | 50   | 58   | 14 (-1) |
| 11. | Mladost Gornja Gračenica | 22  | 6    | 2 (0) | 14   | 39   | 61   | 12      |
| 12. | Borac Nova Subocka       | 22  | 1    | 0     | 21   | 28   | 125  | 1 (-1)  |

- Ludina – danas Velika Ludina
- Srpsko Selište – danas Selište
- U slučaju neriješenog rezultata se izvodilo raspucavanje jedanaesterca te bi pobjednik dobio 1 bod, a poraženi u raspucavanju bi ostao bez bodova

## Rezultatska križaljka
| kratica | klub                     | BORNS | BORSS          | DIN | KLO | MLAGG          | MLAR | MOS | OMLL | OMLSG | PAR | SLA | SLO |
| --- | ------------------------ | ----- | -------------- | --- | --- | -------------- | ---- | --- | ---- | ----- | --- | --- | --- |
| BORNS | Borac Nova Subocka       |       |                |     |     | 1:4            |      |     |      |       |     |     |     |
| BORSS | Borac Srpsko Selište     |       |                |     |     | 2:3            |      |     |      |       |     |     |     |
| DIN | Dinamo Osekovo           |       |                |     |     | 4:0            |      |     |      |       |     |     |     |
| KLO | Kloštar (Kloštar Ivanić) |       |                |     |     | 3:2            |      |     |      |       |     |     |     |
| MLAGG | Mladost Gornja Gračenica | 2:1   | 3:3 (_:_ 11 m) | 0:1 | 0:3 |                | 5:2  | 2:5 | 1:3  | 2:7   | 2:3 | 3:2 | 2:4 |
| MLAR | Mladost Repušnica        |       |                |     |     | 4:3            |      |     |      |       |     |     |     |
| MOS | Moslavac Popovača        |       |                |     |     | 2:1            |      |     |      |       |     |     |     |
| OMLL | Omladinac Ludina         |       |                |     |     | 0:0 (_:_ 11 m) |      |     |      |       |     |     |     |
| OMLSG | Omladinac Stari Grabovac |       |                |     |     | 3:1            |      |     |      |       |     |     |     |
| PAR | Partizan Rajić           |       |                |     |     | 2:0            |      |     |      |       |     |     |     |
| SLA | Slavonac Lipovljani      |       |                |     |     | 7:1            |      |     |      |       |     |     |     |
| SLO | Sloga Križ               |       |                |     |     | 1:2            |      |     |      |       |     |     |     |
| |                          |       |                |     |     |                |      |     |      |       |     |     |     |
| podebljan rezultat - utakmice od 1. do 11. kola (1. utakmica između klubova) rezultat normalne debljine - utakmice od 12. do 22. kola (2. utakmica između klubova) rezultat nakošen - nije vidljiv redoslijed odigravanja međusobnih utakmica iz dostupnih izvora rezultat smanjen * - iz dostupnih izvora nije uočljiv domaćin susreta prekrižen rezultat - poništena ili brisana utakmica p - utakmica prekinuta 3:0 p.f. / 0:3 p.f. - rezultat 3:0 bez borbe (_:_ 11 m) - rezultat u raspucavanju jedanaesteraca u slučaju neriješenog rezultata |                          |       |                |     |     |                |      |     |      |       |     |     |     |

 Izvori: